# Lethrus cephalotes
Espèce
Lethrus cephalotes est une espèce d'insectes coléoptères, présente dans les régions paléarctiques (URSS, Afghanistan, Kazakhstan).

## Référence
- (en) Catalogue of Life : Lethrus cephalotes Pallas, 1771
- (en) Fauna Europaea : Lethrus (Ceratodirus) cephalotes (Pallas, 1771) (consulté le 24 mars 2023)